# Gottfried Benn

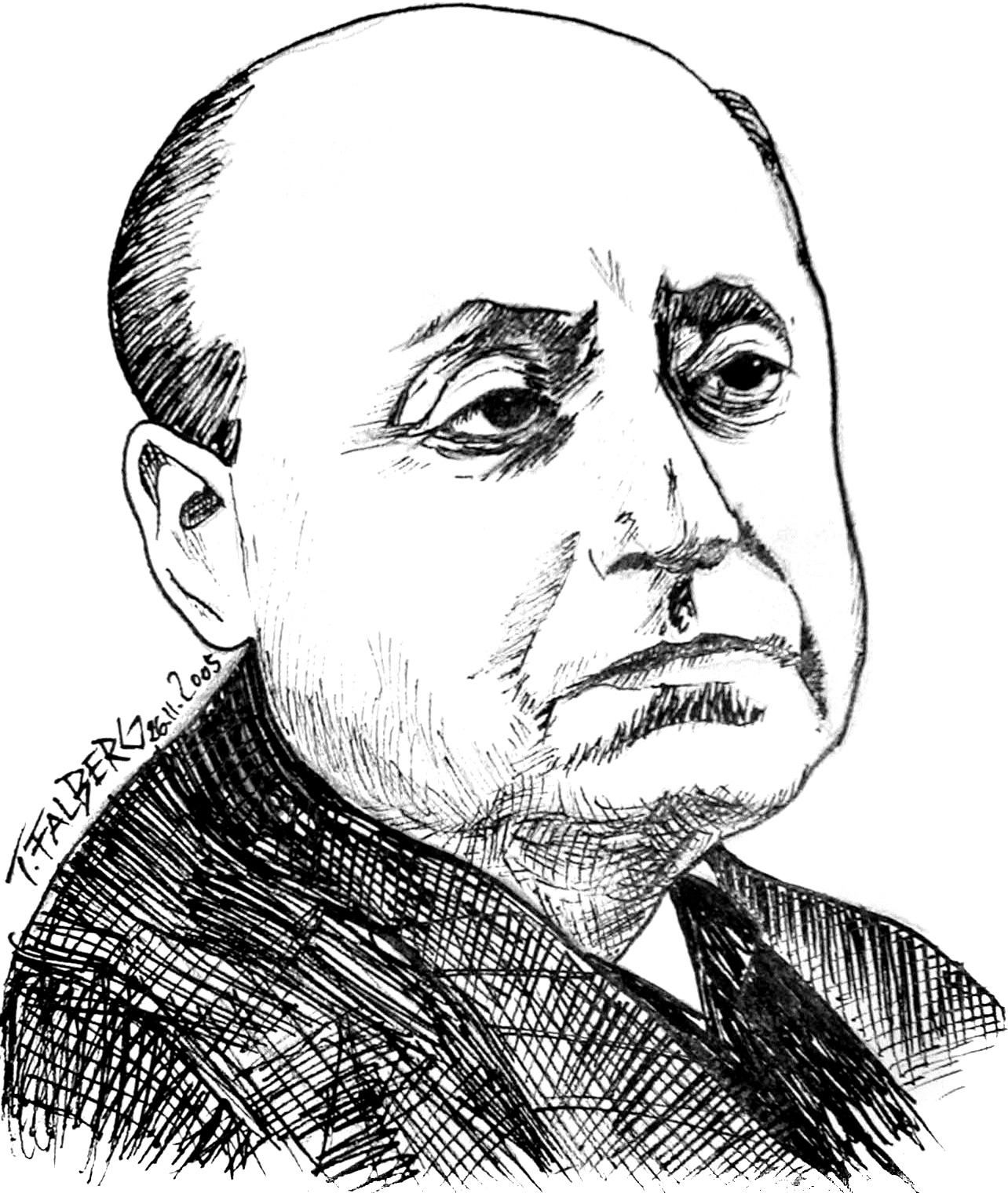
Gottfried Benn

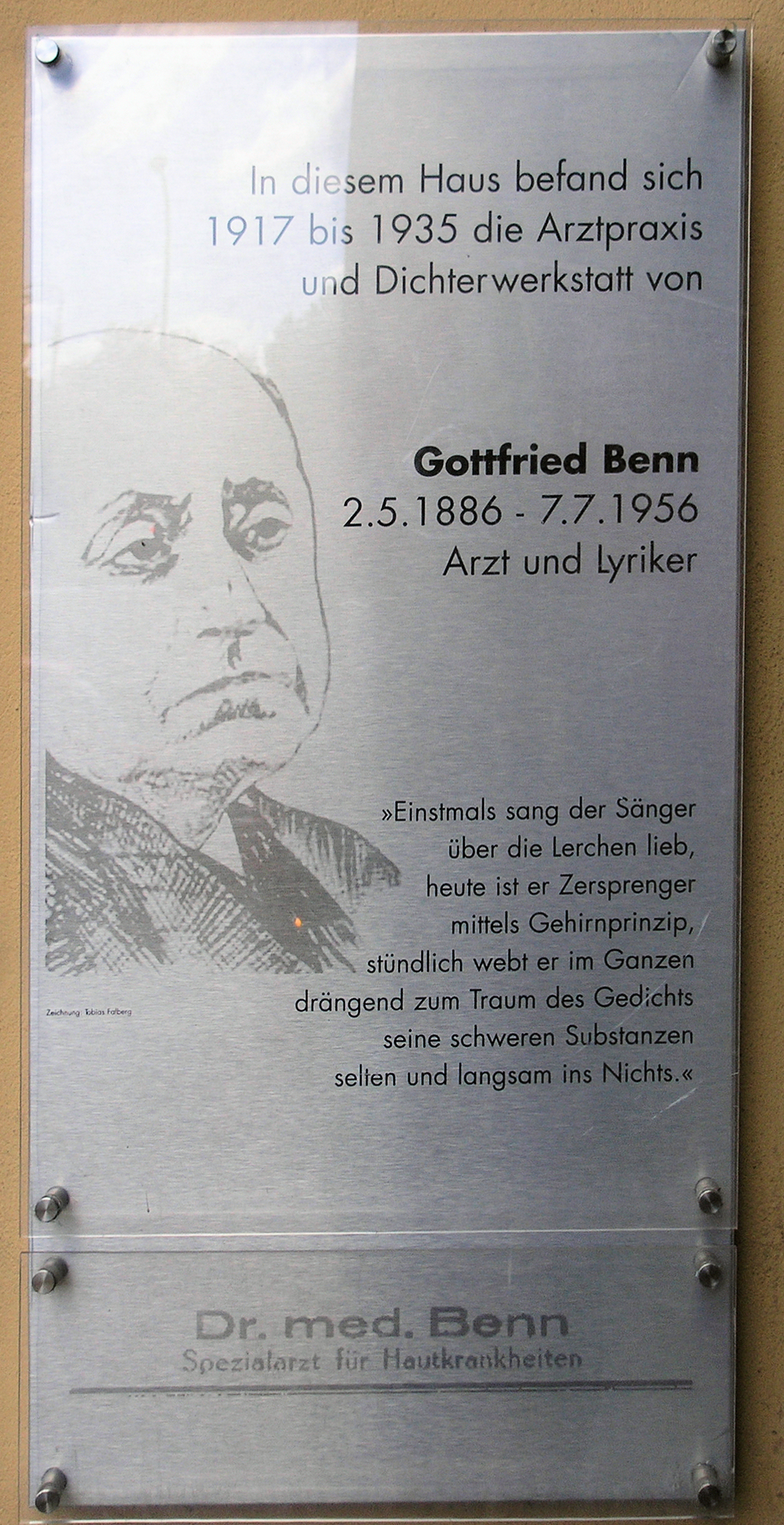
Tablica pamiątkowa na Haus Mehringdamm 38 w Berlinie-Kreuzbergu

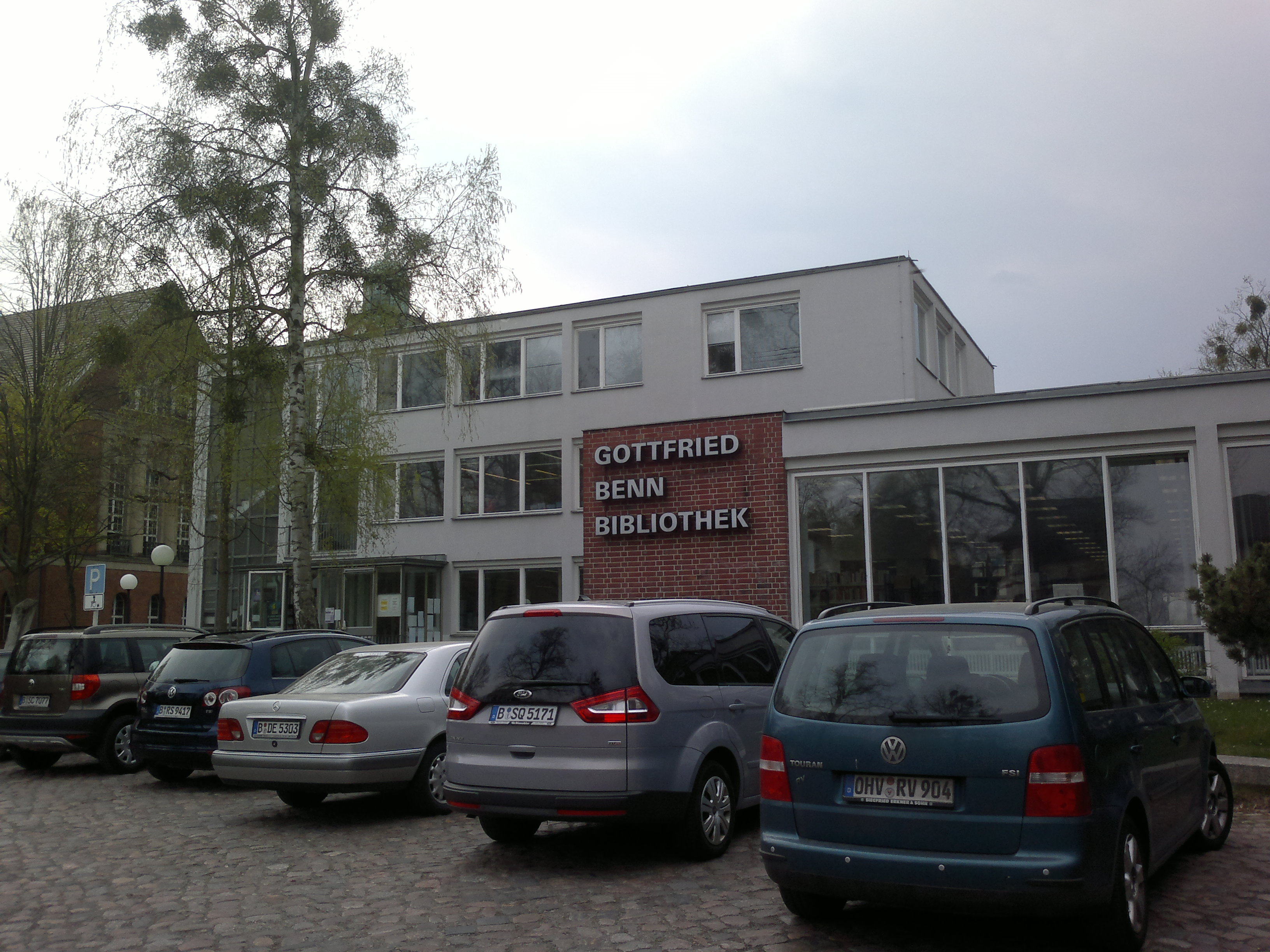
Gottfried-Benn-Bibliothek w Berlinie

Gottfried Benn (ur. 2 maja 1886 w Mansfeld, Brandenburgia, zm. 7 lipca 1956 w Berlinie) – niemiecki lekarz, pisarz i eseista.

## Życiorys
Studiował teologię, filologię i medycynę. W 1910 zaczął pracować jako lekarz wojskowy i publikować. W latach ekspresjonizmu był związany z Else Lasker-Schüler, odwiedził Amerykę (1914), w latach pierwszej wojny pracował jako lekarz w Belgii. Publikował wiersze, prozę i eseje. 
Lata 1933-1938 to fatalny akces Benna na rzecz Trzeciej Rzeszy, odwzajemniony z jej strony zakazem publikacji (1938). W latach 1943–1945 - służba lekarska w Landsbergu (Gorzów Wielkopolski), po 1945 praca lekarza w Berlinie, równolegle z którą powstawały kolejne utwory.  
W 1951 Benn dostał Nagrodę Buchnera i wygłosił słynny wykład o problemach liryki. Cieszył się wielkim szacunkiem powojennej generacji poetów niemieckich. Umierał na raka kości. 
Główne publikacje Benna po polsku to Poezje wybrane, przeł. Krzysztof Karasek, LSW, Warszawa 1982; Nigdy samotniej, oprac. Zdzisław Jaskuła, tł. różni, Biuro Literackie, Wrocław 2011;  Powiedz mi to. 222 wiersze, przeł. Andrzej Lam, Warszawa 2019, Aspra JR; zbiór Po nihilizmie. Eseje, szkice, fragmenty, oprac. Hubert Orłowski, przeł. Jerzy Kałążny, Jan Koźbiał, Ryszard Turczyn, Wydawnictwo Poznańskie, Poznań 1998; Czy poeta zmienia świat? Wybór esejów 1920-1953, przeł. B. Baran, Wydawnictwo Aletheia, Warszawa 2017. Twórczość i teksty związane z Bennem publikowała także "Literatura na Świecie".

## Dzieła
- Über die Häufigkeit des Diabetes mellitus im Heer. Praca doktorska (Berlin 1912)
- Morgue und andere Gedichte (1912)
- Söhne. Neue Gedichte (1913)
- Gehirne. Novellen (Leipzig 1916)
- Fleisch. Gesammelte Gedichte (1917)
- Die Gesammelten Schriften (1922)
- Schutt (1924)
- Spaltung. Neue Gedichte (1925)
- Gesammelte Gedichte (1927)
- Oratorium. Das Unaufhörliche (1931)
- Der neue Staat und die Intellektuellen (1933)
- Kunst und Macht (1934)
- Ausgewählte Gedichte (1936)
- Zweiundzwanzig Gedichte (1943)
- Statische Gedichte (1948)
- Drei alte Männer (1949)
- Der Ptolemäer (1949)
- Ausdruckswelt. Essays und Aphorismen (1949)
- Trunkene Flut. Ausgewählte Gedichte (1949)
- Roman des Phänotyp (od 1943)
- Doppelleben (1950)
- Fragmente. Neue Gedichte (1951)
- Probleme der Lyrik (1951)
- Essays (1951)
- Die Stimme hinter dem Vorhang (1952)
- Destillationen. Neue Gedichte (1953)
- Altern als Problem für Künstler (1954)
- Aprèslude (1955)
- Primäre Tage. Gedichte und Fragmente aus dem Nachlaß (1958)

## Opracowania
- Dieter Wellershoff: Gottfried Benn. Phänotyp dieser Stunde, Köln: Kiepenheuer & Witsch, 1958.
- Walter Lennig: Gottfried Benn. Mit Selbstzeugnissen und Bilddokumenten. Hamburg 1962 (18. Aufl. 1994).
- Jürgen Schröder: Gottfried Benn. Poesie und Sozialisation, Stuttgart u. a.: Kohlhammer, 1978.
- Jürgen Schröder: Gottfried Benn und die Deutschen, Tübingen: Stauffenburg, 1986.
- Hans Egon Holthusen: Gottfried Benn: Leben, Werk, Widerspruch. 1886 - 1922, Stuttgart (Klett-Cotta) 1986.
- Werner Rübe: Provoziertes Leben. Gottfried Benn. Stuttgart: Klett-Cotta Verlag, 1993.
- Angela Reinthal: Ecce Melencolia - Zu Gottfried Benns Gedicht "Wo keine Träne fällt"; in: Michel Vanoosthuyse (éd.): Crises allemandes de l'identité - Deutsche Identitätskrisen. Bibliothèque d'Études Germaniques et Centre-Européennes - Université Paul-Valéry de Montpellier, vol III, 1998; S. 109-131.
- Fritz J. Raddatz: Gottfried Benn. Leben - niederer Wahn. Eine Biographie. Berlin & München: Propyläen Verlag, 2001; als List-Taschenbuch 2003.
- Joachim Dyck, Peter Krause & Holger Hof (Hg.): Benn-Jahrbuch, Bd. 1, Stuttgart 2003; zuletzt Bd. 2 (2004)
- Helmut Lethen: Der Sound der Väter. G. B. und seine Zeit Berlin: Rowohlt 2006